# Jacksonville (Illinois)
Jacksonville je grad u američkoj saveznoj državi Ilinois. Prema popisu stanovništva iz 2010. u njemu je živjelo 19.446 stanovnika.